# NGC 1011
NGC 1011 (również PGC 9955) – galaktyka spiralna (Sa), znajdująca się w gwiazdozbiorze Wieloryba. Odkrył ją Édouard Jean-Marie Stephan 21 listopada 1876 roku.